# Christian Puibaraud
Christian Puibaraud (* 21. Februar 1938 in Courbevoie; † 17. August 2023 in Dax) war ein französischer Ruderer.
Bei den Olympischen Spielen 1960 startete der französische Achter in der Besetzung Christian Puibaraud, Jean-Pierre Bellet, Émile Clerc, Jean Ledoux, Gaston Mercier, Bernard Meynadier, Joseph Moroni, Michel Viaud und Steuermann Alain Bouffard. Die Franzosen belegten im Vorlauf den zweiten Platz hinter dem Deutschland-Achter und qualifizierten sich mit einem Sieg im Hoffnungslauf für das Finale. Im Finale siegte das deutsche Boot vor den Kanadiern und dem Achter aus der Tschechoslowakei. Mit 1,73 Sekunden Rückstand auf die Drittplatzierten belegten die Franzosen den vierten Platz vor dem Boot aus den Vereinigten Staaten.
Bei den Europameisterschaften 1961 trat der französische Achter in der Besetzung Christian Puibaraud, Jean-Pierre Bellet, Joseph Moroni, Robert Dumontois, Gaston Mercier, Bernard Meynadier, Émile Clerc, Michel Viaud und Alain Bouffard an. Die Franzosen erkämpften die Bronzemedaille hinter den Italienern und den Deutschen.
1962 wurden die ersten Ruder-Weltmeisterschaften ausgetragen. Bei der Premiere in Luzern   startete der französische Achter in der Besetzung Christian Puibaraud, Jean-Pierre Bellet, Jacques Morel, Joseph Moroni, Georges Morel, Robert Dumontois, Bernard Meynadier, Michel Viaud und Alain Bouffard. Der Deutschland-Achter gewann den Titel vor dem Boot aus der Sowjetunion und den Franzosen.